# برای یک شب عاشقی
برای یک شب عاشقی (ایتالیایی: Per una notte d'amore) یک مینی‌سریال عاشقانه، درام ایتالیایی است که در سال ۲۰۰۸ منتشر شد.

## گزیدهٔ بازیگران
- ونسا هسلر
- روبرتو فارنزی
- ایزا بارزیتزا
- پائولو لومباردی
- پپینو ماتسوتا
- روبرتو آکورنیرو

## قسمت‌ها
| شماره | تاریخ نمایش   | تعداد بینندگان | سهم نمایش |
| ----- | ------------- | -------------- | --------- |
| ۱     | ۲۰ آوریل ۲۰۰۸ | ۶٫۷۴۱٫۰۰۰      | ۲۸٬۵۸٪    |
| ۲     | ۲۱ آوریل ۲۰۰۸ | ۸٫۳۶۳٫۰۰۰      | ۳۰٬۱۲٪    |